# Blair (Nevada)
Blair es un pueblo minero abandonado en el Condado de Esmeralda, Nevada, Estados Unidos.

## Historia
En otros tiempos, Blair fue muy próspero, pero teniendo una corta vida. Cuando este pueblo estuvo al alcance de la fiebre minera durante el "boom" de Tonopah, los efectos fueron propagándose en todas direcciones, reviviendo al inactivo pueblo minero.
Cerca, en Silver Peak, comenzó a haber especuladores que aumentaron tan artificialmente los precios, que 100 chancadoras de roca planeadas para Silver Peak fueron relocalizadas y construidas a una milla y media (2.4 km, aproximadamente) al oeste, donde Blair se volvió el centro de actividad minero de la época.
Fue "Pittsburg-Silver Peak Gold Mining Company" la responsable del gran molino que levantó al pueblo en 1907. Ellos construyeron 11. 2 km de vía férrea entre Blair y Silver Peak en año anterior. Para 1920, Blair era un pueblo fantasma.
Hoy en día, un indicador histórico a lo largo de la ruta 265, justo al norte de la mina de plata. Además del indicador, se pueden hallar resto de los edificios y de la fundación del antiguo molino.